# Dorstenia cuspidata
Dorstenia cuspidata es una hierba de la familia de las moráceas. Se distribuye por el África tropical.

## Descripción
Es una planta herbácea que alcanza un tamaño de 5-50 cm de altura, rizomatosa o tuberosa; con tubérculo subglobosos a discoide o en forma de pera de ± de forma irregular, 1-7 cm de ancho, de ± 4 cm de alto, rizoma de forma irregular, tuberoso, tallo anual, ± carnoso, erecto a veces ascendente, en su mayoría no ramificado [...]

## Ecología
Se encuentra en los bosques caducifolios de (Brachystegia-Julbernardia) en miombos, a menudo entre las rocas o en lugares sombreados; en barrancos o galerías perturbadas a los lados de bosques forestales, bases de montículos de termitas, mesas de piedra arenisca, matorrales costeros, matorrales, praderas arboladas, a lo largo de los ríos, etc.

## Taxonomía
Dorstenia cuspidata fue descrita por Christian Ferdinand Friedrich Hochstetter y publicado en Tentamen Florae Abyssinicae . . . 2: 272. 1851.
Etimología
Dorstenia: nombre genérico nombrado en honor del botánico alemán Theodor Dorsten (1492 - 1552).
cuspidata: epíteto latino que significa "con aguijón rígido".
Variedades
- Dorstenia cuspidata var. humblotiana (Baill.) Leandri
- Dorstenia cuspidata var. preussii (Engl.) Hijman

Sinonimia
- Dorstenia caulescens Schweinf. ex Engl.
- Dorstenia gourmaensis A.Chev.
- Dorstenia quarrei De Wild.
- Dorstenia tetractis Peter
- Dorstenia unyikae Engl.
- Dorstenia walleri Hemsl.[5]
- Dorstenia cuspidata var. cuspidata
- Dorstenia debilis Baill. (1894)
- Dorstenia cuspidata var. debilis (Baill.) Leandri (1948)
- Dorstenia gourmaensis var. floribunda A.Chev.
- =Dorstenia walleri var. minor Rendle[1]